# مضاهئات الأحماض النووية

حمض نووي ريبوزي with its قاعدة نوويةs to the left and حمض نووي ريبوزي منقوص الأكسجين to the right.

مضاهئات الأحماض النووية هي مركبات ذات بناء مشابه لبناء حمض نووي ريبوزي منقوص الأكسجين وحمض نووي ريبوزي تستخدم في الطب وبحوث البيولوجيا الجزيئية. 

الحمض النووي هو عبارة عن سلاسل من النيكليوتيدات تتألف من ثلاثة أجزاء : الفوسفات (أساس)، سكر البنتوز متعرج الشكل، ريبوز أو ديوكسي ريبوز وكذلك أساس نووي واحد من أربعة nucleobases، وقد يختلف الشبيه للحمض النووي في واحد من السابق ذكرهم، و عادة تعطي القاعدة النووية الشبيهة قاعدة مختلفة للاقتران، وقاعدة الخواص التجميعية، ومن الأمثلة على ذلك القواعد العالمية، فيمكن للزوج الارتباط بأربعة قواعد وكذلك الفوسفات –السكر ليكون الشبيه PNA وذلك بالتأثير على خصائص السلسلة (PNA قد يتشكل من الحلزون الثلاثي)
يشمل الحمض النووي الصناعي (حمض نووي بيبتيدي) (PNA)، مورفلين Morpholino ,الحمض النووي المغلق (TNA)، (GNA)، (LNA) وكل هذه الأحماض تختلف عن RNA وDNA باختلاف البناء الرئيسي للجزئ.

## الطب
شبيهات النوكليوزيد المختلفة تستخدم مضادة للفيروسات ومواد مضادة للسرطان، فيروس البوليمريز وقاعدة غير أساسية، هذه المركبات تنشط في الخلية عند بداية التحول إلى النوكليوزيد وهي تدار مثل النوكليوزيد ولايمكن عبور أغشية الخلية بسهولة عند بدء شحن النوكليوزيد

## علم الأحياء الجزيئية

Common changes in nucleotide analogues

يستخد م الحمض النووي المشابه في علم الأحياء الجزيئي لعدة أغراض :
1-	وسيلة للكشف عن تسلسل ما.

2-	وسيلة لمقاومة التحلل المائي لـRNA 

3- أداة لأغراض أخرى مثل تحديد البناء الأساسي 

4-	طبيعي، كما في 
tRNA
5-	لتحقيق آليات محددة، مثل تثبيط الأنزيمات 

6-	تحقيق سيناريوهات مشابهة لمايحدث في الخلايا الحية

7-	تحقيق الميزات البنائية للأحماض النووية 

8-	تحقيق بدائل في النظام الطبيعي في التركيبة البيولوجية

## البناء الأصلي للحمض النووي المشابه
مقاومة تحلل الماء فيRNA-analogues

Chemical structure of Morpholino

للتغلب الحقيقي تتفاعل مجموعة الهيدروكسي ريبوز2 مع الفوسفات المرتبط بثلاث مجموعات هيدروكسي كما ويستخدم الريبوز المشابه. 

شبيه RNAالأكثر شيوعا هو الحمض النووي المغلق (LNA)، المورفلينو الوحمض النووي البيبتيدي (PNA)، oligonucleotidesيختلف في البناء الأساسي للسكر ولكن الارتباط الأصلي هو ارتباط واطسون وفرانسيس كريك مع RNA أو DNA وتمنع نشاط الأنزيمات النووية nuclease.
أحماض نووية شبيهة أخرى واستخداماتها
Dideoxynucleotides يستخدم في الهيكل التسلسلي الأساسي، النوكليوزيد ثلاثي الفوسفات لايوجد بها سكر
ديوكسيد الريوز تفتقر لثلاث مجموعات هيدروكسي توجد عادة في DNA لذلك لايمكنها الارتباط يقواعد أخرى، هذه المجموعات الثلاثة من الهيدروكسي تعمل على انهاء التفاعل المتسلسل لـ DNA عند حدوث بلمرة خاطئة من ديوكسي ريبونو نيوكليد.
نهاية سلسلة الشبيه للحمض النووي تفتقر لثلاث مجموعات من هيدروكسيل وأدينوسين المقلد ويسمى cordycepin،
cordycepin مضاد للسرطان التي تستهدف نسخ RNA المماثل.

شبيه الحمض النووي الآخر يحتوي على قاعدة نووية، 7-deaza-GTP، ويعدل التسلسل في المناطق الغنية CG كبديل عن 7-deaza-ATP ويسمى tubercidin في المضاد الحيوي.
سلائف RNA
حمض نووي ريبوزي تركيبه معقد للغاية جعل منه الحمض النووي الأول، قبل اكتشاف عالم RNA كان يعتبر أسهل الأحماض النووية التي تختلف فقط في البناء الأساسي لها، مثل TNA، GNA، PNA التي رشحت أنها الأحماض النووية الأولى

## قاعدة التشابه

### هيكل الفاعدة النووية وتسميتها
القواعد الأساسية مقسمة إلى قسمين اعتمادا على هيكلها :

بيريميدين (pyrimidine)و بيورين(purine)مترابطة مع حلقة اميدازول(imidazole)، أطراف الحلقة الخماسية ترتبط برابطة ثنائية مع ذرة النيتروجين وتعمل على إبعاد ذرة الهيدروجين من جهة واحدة

من خواصها الرئيسية :قاعدة الاقتران حيث تشكل 2أو 3 روابط هيدروجينية بين الكيتون والأمين، المجموعة الوظيفية وقاعدة التراص الناتجة عن رابطة π في الحلقة العطرية 

| size  | size      |
| بورين | بيريميدين |

### الجسيمات الفلورية

Structure of aminoallyl-uridine

ترتبط عادة في حلقات مع السكر عبر ذراع مرنة متفرعة من الحلقة، انخفاض الكتلة المنزلقة من النيوكليوتيدات ترتبط مع ناتج الإضافة الكبيرة مثل الجسيمات الفلورية، سلاسل النسخ تستخدم عادة مع ذراع يقترن من وقت لآخر مع الجسيمات الفلورية (العلامات غير المباشرة):

-	تفاعل الأمين 

-	تفاعل الثيول 

-	تعتمد رابطة البيوتين والنيوكليدات على مبدأ وضع العلامات الأساسية، وتستخدم في Affymetrix شرائح DNA

### القاعدة الفلورية المثيلة
الإستخدمات الأكثر شيوعا :قاعدة الفلور المشابهة، 2-أمينو بيورين (2-AP)، يحتوي المحلول على كمية كبيرة من الفلورنس (0.68) غير أنه يحدث انخفاض كبير عند تدمج في الأحماض النووية، انبعاث (2-AP) يتأثر بالمحيط وتشترك مع الأمين، فوائد القاعدة الفلورية تحسين وتعديل ,3-MI, 6-MI, 6-MAP, pyrrolo-dC
كذلك pyrrolo-dC، وتعديل قاعدة الفيوران.
حساسيته للبيئة المحيطة الدقيقة استخدمت لدراسة بناء وديناميكية حمض نووي ريبوزي منقوص الأكسجين وحمض نووي ريبوزي، ديناميكية وحركية
تفاعل البروتين- DNA وانتقال الإلكترون في DNA
وضع حديثا القاعدة الفلورية المثيلة تسمى عائلة السيتوزين ثلاثي الحلقات، كمية جسيمات
الفلورانس العائدة 1,3-Diaza-2-oxophenothiazine, tC تقريبا 0.2 للقاعدة المحيطة المفردة أو المزدوجة بغض النظر عن الوقت، أيضا tC يسمى tCO(كلاهما متاح تجاريا)، 1,3-diaza-2-oxophenoxazine يحتوي على كمية 0,2 في جدول النظام المزدوج، إلا أنه يوجد حساسية في النظام المفرد المهمل (الكمية 0.14–0.41)،
ارتفاع واستقرار الكمية للقاعدة المماثلة جعلها لامعة جدا ولها مزيج من الخواص الجيدة وهي جيدة جدا للاستخدام في تباين الفلورانس في مساحات القواعد الأخرى الفلورية المثيلة الأقل دقة وقياسات FRET، وكذلك في عوائل السيتوزين المماثلة

### القاعدة الطبيعية الغير عيارية
هناك قواعد غير عيارية في الخلية :جزر CpG في DNA (وغالبا تكون ميثيلية) لجميع الكائنات حقيقية النواة mRNA والعديد من قواعد(ميثيل) rRNAs
في كثير من الأحيان tRNAs يكون التنظيم بعد النسخ كبير من أجل تحسين التشكيل أو قاعدة الاقتران في الجسيمات الرامزة المضادة، ايونزين يكون قاعدة زوجية مع C,U وفردية مع A.
تعديل قواعد البريميدين pseudouridine في tRNA (يسمى حلقة TΨC)، و dihydrouridine(غيرعطري)

### أساس – الارتباط
| Natural basepairs                                                                                            | |
| --- | --- |
| size | |
| A GC basepair: purine ketone/amine forms three intermolecular رابطة هيدروجينيةs with pyrimidine amine/ketone | An AT basepair: purine amine/- forms two intermolecular رابطة هيدروجينيةs with pyrimidine ketone/ketone |

ميكانيكية الارتباط في مجموعات الكيتون أو الأمين تعتمد على محيط الكربون، ذرة النيتروجين البعيدة عن رابطة جلايكوسيدية تسمح بتكوين قاعدة زوجية عن طريق الروابط الهيدروجينية.
الأدينين و2- أمينو أدينين ومجموعة أو مجموعتين أمين، كذلك ثايمين ومجموعتين كيتون والسيتوزين زالجوانين عبارة عن خليط أمين وكيتون
| size | | |
| A DAP-T base: purine amine/amine forms three intermolecular رابطة هيدروجينيةs with pyrimidine ketone/ketone | An X-DAY base: purine ketone/ketone forms three intermolecular رابطة هيدروجينيةs with pyrimidine amine/amine | A iG-iC base: purine amine/ketone forms three intermolecular رابطة هيدروجينيةs with pyrimidine ketone/amine |

### تركيبات أخرى
-	Isoguanine و isocytosineلكل منها مقلوب أمين وكيتون قياسا على جوانين والسيتوزين
-	ديامينو برايميد والزانثين المرتبطة مع 2-أمينو داينين وثاينين ذات البناء العكسي

### قواعد زوجية أخرى
-	قواعد فلورنس عديدة مكونة من 2-amino-6-(2-thienyl)purine و
القاعدة الزوجية pyrrole-2-carbaldehyde
-	قاعدة معدنية تناسقية مثل 6-bis(ethylthiomethyl)pyridine (SPy) مع أيون الفضة أو pyridine-2, 6-dicarboxamide (Dipam) و mondentate pyridine المرتبط بأيون النحاس
-	تكون الزوج عشوائيا من أي قاعدة عند انخفاض حرارة الذوبان للسلاسل الكبيرة مثل السلاسل التي تحتوي على مشتقات 2'-deoxyinosine وأشباه nitroazole والهيدروفوبيك العطري ذات روابط غير هيدروجينية، وتستخدم هذه الأزواج أدلة وصفية.
-	أعداد القواعد الزوجية الممكنة هي الضعف بالنسبة لـ 

xDNA
xDNA يضم قواعد متسعة حيث تم ضم حلقة البنزين فنتج أربع قواعد زوجية (8 –قواعد xA-T,xT-A,xC-G,xG-C)و16 قاعدة باستخدام ترتيبات أخرى 

|                                                                                                 | |                                   |  |
| A F-Z base: methylbenzimidazole does not form intermolecular رابطة هيدروجينيةs with toluene F/F | An S-Pa base: purine thienyl/amine forms three intermolecular رابطة هيدروجينيةs with pyrrole -/carbaldehyde | An xA-T base: same bonding as A-T |  |

### القواعد الزوجية المعدنية
ارتباط القواعد المعدنية، تستبدل رابطة واتسن - كريك الهيدروجينية بالتفاعل بين أيون معدني ونيوكليزيد ويمكن هندسة المعدن بالسماح بتشكيل وجهين لهما طرفين من النيكلوزيد حول الذرّة المعدنية المركزية فيكون : رباعي السطوح، أو 12 وجه، أو مربع مستو
معادن حمض نووي ريبوزي منقوص الأكسجين المركبة تتكون بتكوين قاعدة زوجية غير قياسية من النيكلوزيد الطبيعي بمشاركة الجزيئات من الأيونات المعدنية وكذلك بتبادل ذرات الهيدروجين
يكتسب حمض نووي ريبوزي منقوص الأكسجين المزدوج من الأيون المعدني إمكانية التمغنط وخصائص توصيلية وكذلك تزيد الاستقرارله.
يمكن مشاهدة الأحداث بين القواعد النووية (الجينات) والخلائط المعدنية مثل تشكيل T-Hg-T ,الذي يعتمد على 2-ثايمين الجينات المرتبطة بواسطة2 Hg+ المتصل مع القاعدة المعدنية الزوجية
تتشكل مجموعة كبيرة من الجينات (قاعدات نووية) بواسطة القاعدات المعدنية الزوجية.
تعديل الجينات يغير الخواص الإلكترونية، الحجم وكذلك نوع الروابط.
مثل تعديل النيكلوزيد pyridine-2,6-dicarboxylate يرتبط Cu2+ بينما الأيونات ثنائية التكافؤ الأخرى أقل ارتباطا (متدلية), حيث يلعب الشكل الثلاثي الأحرف دورا في ذلك.
التنسيق الرباعي للنحاس يقع على النحاس المشبع بواسطة بريدين الجينات ذو الترتيب العكسي.
القاعدة المعدنية الزوجية غير المتماثلة عمودية على قاعدة واتسون-كريك الزوجية، أمثلة أخرى للجينات الصناعية هي جينات hydroxypyridone المرتبطة مع Cu2+ داخل زوج حمض نووي ريبوزي منقوص الأكسجين.
خمس قواعد زوجية متتالية copper-hydroxypyridone تم إدراجها ضمن السلاسل المتضاعفة التي تحيط بالجينات الطبيعية.
بيانات EPR أمكنت من تقدير المسافة بين مراكز النحاس وهي 3.7 ± 0.1 Å وطبيعة النوع B من الحمض النووي المزدوج أكبر قليلا (3.4 Å).
تراص الأيونات المعدنية في الحمض النووي الزوجي أعطت أملا للحصول على nanoscopic بالتجميع الذاتي للأسلاك المعدنية

### النظام المستقل
تم دراسة المقترحات النظرية وإمكانية تطبيقها تجريبيا بشكل مستقل داخل الخلية باستقلال المادة الوراثية الخلوية لتكوين نظام محمي تماما، وزيادة إمكانية ترميز المجموعات بالتركيز على جوانب مختلفة :
1-	مناقشة البناء الأساسي والقاعدة الزوجية الوارد ذكرهم سابقا
2-	XNA بدء تكرار / تحويل البوليمريز بشكل عام من بوليمريز الحمض النووي 

T7
3-	ريبوزومز(متسلسلة 16Sوالسماح بتحويل المتسلسلة العكسية Shine-Dalgarno بشكل مستقل mRNAمطابق لتغيير متسلسلة 

Shine-Dalgarno)
4-	ترميز حمض الأمين غير الطبيعي في tRNA. شاهد توسيع الشفرة الراثية